# Bunodactis nikobarica
Bunodactis nikobarica is een zeeanemonensoort uit de familie Actiniidae. De anemoon komt uit het geslacht Bunodactis. Bunodactis nikobarica werd in 1928 voor het eerst wetenschappelijk beschreven door Carlgren. 